# 大福村 (奈良県)
大福村（だいふくむら）は奈良県北西部、磯城郡に属していた村。現在の桜井市西部、大福駅周辺。

## 歴史
- 1889年（明治22年）4月1日 - 町村制の施行により、十市郡 大福村、東新堂村、新屋敷村、西之宮村、笠神村の一部の一部が合併し大福村が成立。
- 1897年（明治30年）4月1日 - 所属郡が磯城郡に変更。
- 1956年（昭和31年）9月1日 - 香久山村とともに桜井町に編入合併される。同日桜井市発足、大福村消滅。

## 交通

### 鉄道路線
- 近畿日本鉄道
  - 大阪線
    - 大福駅